# Acalypha lepinei
Acalypha lepinei é uma espécie de flor do gênero Acalypha, pertencente à família Euphorbiaceae.